# La Primavera kommun
La Primavera är en kommun i Colombia.   Den ligger i departementet Vichada, i den östra delen av landet, 500 km öster om huvudstaden Bogotá. Antalet invånare är 10 616.